# Benguela Gully
Benguela Gully (englisch) ist eine Erosionsrinne auf Deception Island im Archipel der Südlichen Shetlandinseln. Sie verläuft nördlich des South East Point in ostnordöstlicher Richtung und ist Standort der größten bekannten Ansammlung des Antarktischen Perlwurzes (Colobanthus quitensis), einer von nur zwei Blühpflanzenarten in Antarktika.
Das UK Antarctic Place-Names Committee benannte sie 2010 nach der Benguela, einem 1897 gebauten britischen Fabrikschiff, das für den Walfang zwischen 1910 und 1914 auf Deception Island stationiert war.